# Ba (stato)

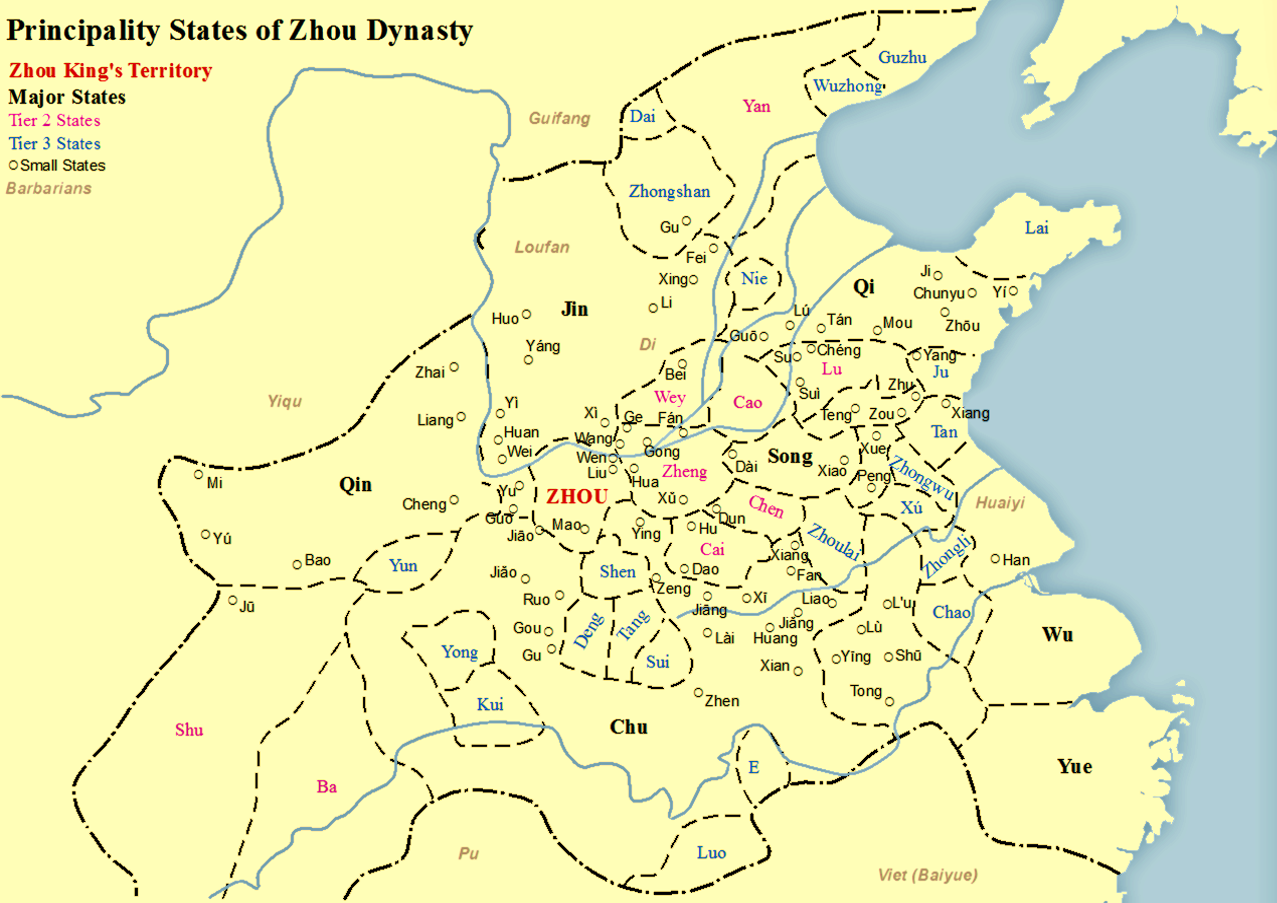
In rosa, nel sud est, il nome di Ba nella confederazione capeggiata dagli Zhou.

Lo stato di Ba (cinese: 巴S, BāP) era un antico stato che si trovava nell'est di Sichuan, in Cina. Il popolo storico dei Bo e quello moderno dei Tujia si ritengono in parte discendenti del popolo Ba. La capitale originale si trovava a Yicheng (Enshi), nella provincia di Hubei, ma in seguito fu spostata a Píngdū, Zhǐ, Jīangzhōu, Diànjīang e Langzhong, fino alla sua conquista per mano dello stato di Qin nel 316 a.C.
Lo stato di Ba è spesso descritto come una confederazione di piccoli regni capitanati da clan molto diversi tra loro, essendo composti da molte etnie. Stando alle prove archeologiche, il popolo dei Ba dipendeva principalmente dalla pesce e dalla caccia, a causa dei bassi livelli di agricoltura e l'assenza di un'irrigazione.
In origine il territorio dei Ba includeva la valle del fiume Han. La sua capitale originaria era Yicheng, a Hubei, ma l'espansione dello stato di Chu li spinse a ovest, nel bacino del Sichuan, e fu la prima volta che i Ba cambiarono capitale, a cui seguirono presto altre quattro. Durante il periodo degli stati combattenti, gli stati di Qin, Chu e Shu, tutti molto potenti, condividevano un confine in comune con i Ba.